# Алік Оганесян
Алекса́ндр (А́лік) Оганеся́н (19 вересня 1967 — 25 травня 2019) — український військовик, учасник російсько-української війни.

## Життєпис
Народився в Грузії.
Добровольцем вирушив на фронт російсько-української війни. Служив солдатом у 57-й окремій мотопіхотній бригаді імені кошового отамана Костя Гордієнка.
На передовій захворів, кілька разів лікувався у військовому шпиталі у Дніпрі, але був змушений демобілізуватися. Помер унаслідок хвороби 25 травня 2019 року.
Залишилася дружина Ірина та двоє дітей. Діти — також військові: донька служила у 57-й бригаді, син — у морській піхоті.